# マルコ・ミスチャーニャ
マルコ・ミスチャーニャ（Marco Misciagna、1984年2月5日 - イタリア 出身の ヴィオラ奏者 および ヴァイオリニスト です。

## 経歴
1984年2月5日、イタリアのバーリで生まれました。 彼は商人の父親から多くの音楽的インスピレーションと影響を受けて育ちました。
15歳でビオラとヴァイオリンのバリ音楽院を卒業し、ローマのサンタ・チェチリア・アカデミアを卒業しました。 彼はサルヴァトーレ・アッカルド と共にクレモナの ヴァルター シュタウファー音楽アカデミー で、ボリス・ベルキン ユーリ・バシュメット と共にシエナの キジアーナ音楽院 で勉強を続けました。 そこで彼は2つの名誉学位を取得し、学校で最高のバイオリニストであり、最高のビオリストとして2回受賞しました（機関史上初めて）。
マルコ・ミシアニアは長年マラガでソリストとして活動してきました 弦楽オーケストラや大規模なコンサートホールや国際オーケストラを訪れました。
彼はタンボフにあるセルゲイ・ラフマニノフ国立音楽院の名誉教授であり、ウラジオストク極東芸術アカデミー（ロシア）、スース高等音楽院（スース)、チュニジア）、サンティアーゴ・デ・クーバ の エステバン・サラス音楽院 、ペットマン国立ジュニア音楽アカデミー（ニュージーランド・オークランド）、エレバン音楽院（アルメニア）。
2018年にはキエフオペラハウス150周年記念でウクライナ副首相から金メダルを受賞した。